# Cryptocentrus albidorsus
Cryptocentrus albidorsus är en fiskart som först beskrevs av Yanagisawa, 1978.  Cryptocentrus albidorsus ingår i släktet Cryptocentrus och familjen smörbultsfiskar. Inga underarter finns listade i Catalogue of Life.